# Pułki piechoty Wojska Polskiego II RP
Pułki piechoty Wojska Polskiego II RP – lista pułków piechoty międzywojennego Wojska Polskiego, ich geneza, struktura organizacyjna; podległość i przeformowania. Uszeregowane w kolejności chronologicznej oraz ze względu na miejsce i sposób formowania.

## Struktura organizacyjna pułku piechoty
Na początku 1919 przyjęto przejściowy etat pułku. Przewidywał on trzy bataliony piechoty w składzie: cztery kompanie strzeleckie z trzema plutonami każda, kompania karabinów maszynowych w składzie trzech plutonów po dwa karabiny maszynowe każdy, komisja gospodarcza, tabory i sekcja łączności: kompanię ckm (w dyspozycji dowódcy pułku); kompanię techniczną; pluton telefonistów i oddział miotaczy bomb. Tabory pułku liczyły 131 wozów taborowych, 328 koni. Razem stan osobowy pułku wynosił 97 oficerów, 3394 podoficerów i szeregowych
Po zawieszeniu broni z Rosją bolszewicką rozpoczęto reorganizację armii i przechodzenie wojsk na stopę pokojową. Za wzór posłużyły tym razem struktury armii francuskiej. W 1921 w pułkach zlikwidowano czwarte kompanie strzeleckie i kompanie karabinów maszynowych. Likwidowano też czwarte plutony w kompaniach. Nowy etat przewidywał: dowództwo pułku, batalion sztabowy (z kompanią specjalistów i kompanią ckm, trzy bataliony piechoty z trzema kp, plutony: łączności, pionierów, konnych zwiadowców, artylerii piechoty oraz drużyna dowódcy pułku i kadrę batalionu zapasowego.
W lutym 1924 wprowadzono kolejne zmiany. W skład pułku wchodziły: trzy bataliony piechoty, drużyna dowódcy pułku, pluton łączności i pluton pionierów. Stan pułku wynosił: 1422 żołnierzy w tym 54 oficerów, 355 podoficerów i 1013 szeregowych. Pułk wzmocniony liczył 1811 żołnierzy.
Rozkazem wykonawczym MSWojsk z 1930 wprowadzono trzy typy pułków piechoty.
Typ I – normalny. Jego stan faktyczny oscylował w granicach 1500 – 1600 żołnierzy. Pułki tego typu posiadały w okresie zimowym bataliony starszego rocznika, szkolny i skadrowany; w okresie letnim batalion starszego rocznika i dwa bataliony poborowych.
Typ II – wzmocniony. Pułki te otrzymywały każdego roku 845 rekrutów do uzupełnienia pododdziałów macierzystych. Stan osobowy pułku wynosił ok. 2000 żołnierzy. Przeznaczone były do pierwszego rzutu mobilizacyjnego. W okresie zimowym posiadały dwa bataliony starszego rocznika i batalion szkolny; w okresie letnim trzy pełnowartościowe bataliony strzeleckie.
Typ III – osłony. Pułki te otrzymywały każdego roku 1010 rekrutów do uzupełnienia pododdziałów macierzystych. Stan osobowy pułku zbliżony było do etatów wojennych i wynosił 68 oficerów oraz 2200 podoficerów szeregowych. Przeznaczone były do działań osłonowych.
Pułki wszystkich trzech typów miały w zasadzie jednakową organizację. W skład pułku wchodziło: dowództwo, kwatermistrzostwo, trzy bataliony piechoty, kompanie: administracyjna, czwarta karabinów maszynowych, cyklistów, "dla opóźnionych", plutony: łączności, pionierów, zwiadowców konnych.
Etat wojenny pułku piechoty w 1939 obejmował: dowództwo wraz z pocztem i kwatermistrzostwem, trzy bataliony piechoty, kompanie: zwiadowców, przeciwpancerną, gospodarczą, plutony: artylerii, pionierów, przeciwgazowy, łączności
Łącznie w pułku było: 91 oficerów, 3212 podoficerów i szeregowych, 87 lub 85 rkm, 36 ckm, 27 granatników, 6 moździerzy 81mm, 29 karabinów ppanc, 9 armat ppanc 37mm wz 36, 2 armaty 75mm wz 02/26, 664 koni, 1 samochód

## Pułki piechoty w roku 1918

### Pułki piechotyPolskiej Siły Zbrojnej
- 1 Pułk Piechoty – przemianowany na 7 pp Leg.
- 2 Pułk Piechoty – przemianowany na 8 pp Leg.
- 3 Pułk Piechoty – przemianowany na 9 pp Leg.

### Okręgowe pułki piechoty formowane przezRadę Regencyjną
30 października 1918 obszar Królestwa Polskiego znajdujący się pod okupacją niemiecką i austriacką podzielony został na 15 okręgów wojskowych. W każdym z 13 okręgów przystąpiono do formowania pułku piechoty (okręgi nr XIV i XV obejmujące "Suwalszczyznę i dalszą część etapów" miały być organizowane w dalszej kolejności). Nowo tworzone pułki zamierzano rozwinąć w brygady, a te z kolei w dywizje.
- 1 Okręgowy Warszawski Pułk Piechoty – przemianowany na 21 Pułk Piechoty
- Okręgowy Siedlecki Pułk Piechoty – przemianowany na 22 Pułk Piechoty
- Okręgowy Lubelski Pułk Piechoty
- Okręgowy Pułk Piechoty Ziemi Radomskiej – przemianowany na 24 Pułk Piechoty
- Okręgowy Kielecki Pułk Piechoty – przemianowany na 25 Pułk Piechoty
- Okręgowy Piotrkowski Pułk Piechoty – przemianowany na 26 Pułk Piechoty
- Okręgowy Częstochowski Pułk Piechoty – przemianowany na 27 Pułk Piechoty
- Okręgowy Łódzki Pułk Piechoty – przemianowany na 28 Pułk Piechoty
- Okręgowy Pułk Piechoty Ziemi Kaliskiej – przemianowany na 29 Pułk Piechoty Ziemi Kaliskiej
- Okręgowy Pułk Piechoty Ziemi Łowickiej – przemianowany na 30 Pułk Piechoty Ziemi Łowickiej
- Okręgowy Włocławski Pułk Piechoty – przemianowany na 31 Pułk Piechoty
- Okręgowy Ciechanowski Pułk Piechoty – przemianowany na 32 Pułk Piechoty
- Okręgowy Łomżyński Pułk Piechoty – przemianowany na 33 Pułk Piechoty

9 listopada 1918 szef SG WP rozkazał przystąpić do organizacji Legii Akademickiej w okręgach: warszawskim, piotrkowskim i łódzkim.
- Legia Akademicka w Warszawie – przemianowana na 36 Pułk Piechoty Legii Akademickiej

### Pułki piechoty formowane przez Polską Organizację Wojskową
- 1 Lubelski Pułk Piechoty – przemianowany na 23 Pułk Piechoty
- 4 Pułk Piechoty w Dęblinie -przemianowany na 34 Pułk Piechoty
- Chełmski Pułk Piechoty – przemianowany na 35 Pułk Piechoty
- Piotrkowski Pułk Piechoty – przemianowany na 26 Pułk Piechoty
- Radomski Pułk Piechoty – 24 Pułk Piechoty
- Pułk Piechoty im. Tadeusza Kościuszki w Kielcach – wcielony do Okręgowego Kieleckiego Pułku Piechoty – przemianowany na 25 Pułk Piechoty
- Pułk Zagłębia Dąbrowskiego
- 5 Pułk Piechoty

### Pułki piechoty formowane na bazie jednostek austriackich
- 31 pułk strzelców[b] – przemianowany kolejno na: pułk piechoty Ziemi Cieszyńskiej, 7 pułk piechoty Ziemi Cieszyńskiej i 10 pułk piechoty
- pułk Ziemi Wadowickiej[c] – przemianowany na 12 pułk piechoty
- 8 pułk piechoty w Krakowie[d] – przemianowany na 13 pułk piechoty
- 1 pułk Ziemi Jarosławskiej[e] – przemianowany na 9 pułk piechoty, a następnie na 14 pułk piechoty
- pułk Ziemi Bocheńskiej – przemianowany na 16 pułk piechoty, a następnie na 15 pułk piechoty
- 57 pułk piechoty Ziemi Tarnowskiej[f] – przemianowany na 13 pułk piechoty Ziemi Tarnowskiej, a następnie na 16 pułk piechoty
- pułk Ziemi Rzeszowskiej – sformowany na bazie batalionu zapasowego 89 pułku piechoty austriackiej, następnie rozwinięty w 1 i 2 pułki piechoty Ziemi Rzeszowskiej
- 1 pułk piechoty Ziemi Rzeszowskiej – przemianowany na 14 pułk piechoty, a następnie – 17 pułk piechoty
- 2 pułk Piechoty Ziemi Rzeszowskiej – przemianowany na 15 piechoty, a następnie – 18 pułk piechoty
- pułk Ziemi Ropczyckiej w Dębicy – włączony do 18 pułku piechoty jako II batalion
- pułk piechoty Ziemi Krakowskiej w Krakowie[g] – przemianowany na 20 pułk piechoty
- 20 Nowosądecki pułk piechoty[h] – przemianowany na 19 pułk piechoty, a następnie na 1 pułk strzelców podhalańskich
- 2 pułk strzelców podhalańskich[i]
- 18 pułk strzelców w Przemyślu-Zasaniu[j] – przemianowany na 10 pułk piechoty, a następnie na 37 pułk piechoty

### Brygada gen. Bolesława Roji w Krakowie
- 4 pułk piechoty – przemianowany na 4 pułk piechoty Legionów
- 5 pułk piechoty – przemianowany na 5 pułk piechoty Legionów

### Pułki piechotyObrony Lwowa
- Pułk Skrzyńskiego – przemianowany na 19 Pułk Piechoty Odsieczy Lwowa
- 1 Pułk Strzelców Lwowskich – przemianowany na 38 Pułk Piechoty, a następnie na 38 Pułk Piechoty "Strzelców Lwowskich"
- 2 Pułk Strzelców Lwowskich – przemianowany na 39 Pułk Piechoty, a następnie na 39 Pułk Piechoty "Strzelców Lwowskich"
- 3 Pułk Strzelców Lwowskich[k]
- 30 Pułk Piechoty im. Jana Sobieskiego – przemianowany na 3 Pułk Strzelców Lwowskich, a następnie na 40 Pułk Piechoty "Strzelców Lwowskich"

### Pułki piechotySamoobrony Litwy i Białorusi
- 1 Pułk Strzelców Suwalskich w Zambrowie – przemianowany na 41 Suwalski Pułk Piechoty
- Kowieński Pułk Strzelców w Zambrowie – przemianowany na 77 Pułk Piechoty
- Białostocki Pułk Strzelców w Łapach – przemianowany na 79 Pułk Piechoty
- Wileński Pułk Strzelców w Ostrowi Mazowieckiej – przemianowany na 85 Pułk Strzelców Wileńskich
- Miński Pułk Strzelców w Zambrowie – przemianowany na 86 Pułk Piechoty

### Pułki formowane weFrancji
- 1 Pułk Strzelców Polskich
- 2 Pułk Strzelców Polskich
- 3 Pułk Strzelców Polskich

### Pułki formowane weWłoszech
- 1 Pułk Strzelców im. Henryka Dąbrowskiego – przemianowany na 4 Pułk Strzelców Polskich
- 2 Pułk Strzelców im. Tadeusza Kościuszki – I i II bataliony rozwinięte w 5 Pułk Strzelców Polskich
- 3 Pułk Strzelców im. ks. Józefa Poniatowskiego – przemianowany na 1 Pułk Instrukcyjny Grenadierów Woltyżerów
- 4 Pułk Strzelców im. Francesca Nullo – I batalion rozwinięty w 8 Pułk Strzelców Polskich, II batalion w 12 Pułk Strzelców Polskich, a III batalion wszedł w skład 11 Pułku Strzelców Polskich
- 6 Pułk Strzelców im. Zawiszy Czarnego – rozwinięty w 19, 20 i 21 Pułki Strzelców Pieszych
- Pułk im. Adama Mickiewicza – I i II bataliony rozwinięte w 10 Pułk Strzelców Polskich, III batalion wszedł w skład 11 Pułku Strzelców Polskich
- Pułk im. Bartosza Głowackiego
- 3 Pułk im. Giuseppe Garibaldiego – I i II bataliony rozwinięte w 9 Pułk Strzelców Polskich, III batalion wszedł w skład 11 Pułku Strzelców Polskich
- Pułk im. Stefana Czarnieckiego

„“=== Pułki formowane w Rosji i na Syberii ===
- 1 pułk strzelców polskich (1DSP)
- 2 pułk strzelców polskich (1DSP)
- 3 pułk strzelców polskich (1DSP)
- 4 pułk strzelców polskich (1DSP)
- 5 pułk strzelców polskich (2DSP)
- 6 pułk strzelców polskich (2DSP)
- 7 pułk strzelców polskich (2DSP)
- 8 pułk strzelców polskich (2DSP)
- 9 pułk strzelców polskich (3DSP)
- 10 pułk strzelców polskich (3DSP)
- 11 pułk strzelców polskich (3DSP)
- 12 pułk strzelców polskich (3DSP)
- 13 pułk strzelców polskich (4DSP)
- 14 pułk strzelców polskich (4DSP)
- 2 Karpacki Pułk Piechoty – przemianowany na 15 Pułk Strzelców Polskich 4 DSP
- 16 Pułk Strzelców Polskich (5DSP)
- 1 Pułk Strzelców Polskich im. Tadeusza Kościuszki
- 2 pułk strzelców polskich
- 3 Pułk Strzelców Polskich im. Henryka Dąbrowskiego

## Pułki piechoty w roku 1919

### Odtworzone pułki piechotyLegionówib. PSZ
- 1 pułk piechoty Legionów
- 2 pułk piechoty Legionów
- 3 pułk piechoty Legionów
- 4 pułk piechoty Legionów
- 5 pułk piechoty Legionów
- 6 pułk piechoty Legionów
- 7 pułk piechoty Legionów
- 8 pułk piechoty Legionów
- 9 pułk piechoty Legionów

### Pozostałe pułki piechoty WP
- 10 pułk piechoty
- 11 pułk piechoty[l]

### Pułki piechotyArmii Wielkopolskiej
- 1 Pułk Strzelców Wielkopolskich – późniejszy 55 Poznański Pułk Piechoty
- 2 Pułk Strzelców Wielkopolskich – późniejszy 56 Pułk Piechoty Wielkopolskiej
- 3 Pułk Strzelców Wielkopolskich – późniejszy 57 Pułk Piechoty Wielkopolskiej
- 4 Pułk Strzelców Wielkopolskich – późniejszy 58 Pułk Piechoty Wielkopolskiej
- 5 Pułk Strzelców Wielkopolskich – późniejszy 59 Pułk Piechoty Wielkopolskiej
- 6 Pułk Strzelców Wielkopolskich – późniejszy 60 Pułk Piechoty Wielkopolskiej
- 7 Pułk Strzelców Wielkopolskich – późniejszy 61 Pułk Piechoty Wielkopolskiej
- 8 Pułk Strzelców Wielkopolskich – późniejszy 62 Bydgoski Pułk Piechoty
- 9 Pułk Strzelców Wielkopolskich – późniejszy 67 Pułk Piechoty
- 10 Pułk Strzelców Wielkopolskich – późniejszy 68 Wrzesiński Pułk Piechoty
- 11 Pułk Strzelców Wielkopolskich – późniejszy 69 Pułk Piechoty
- 12 Pułk Strzelców Wielkopolskich – późniejszy 70 Pułk Piechoty
- Toruński Pułk Strzelców – przemianowany na 63 Toruński Pułk Piechoty
- Grudziądzki Pułk Strzelców – przemianowany na 64 Pomorski Pułk Strzelców Murmańskich
- Starogardzki Pułk Strzelców – przemianowany na 65 Starogardzki Pułk Piechoty
- Kaszubski Pułk Strzelców – przemianowany na 66 Kaszubski Pułk Piechoty im. Marszałka Józefa Piłsudskiego
- 1 Rezerwowy Pułk Piechoty – przemianowany na 155 Pułk Strzelców Wielkopolskich
- 2 Rezerwowy Pułk Piechoty – przemianowany na 159 Pułk Piechoty Wielkopolskiej

### Pułki piechotySamoobrony Litwy i Białorusi
- 1 Pułk Strzelców Suwalskich – przemianowany na 41 Suwalski Pułk Piechoty
- Lidzki Pułk Strzelców – późniejszy 76 Lidzki Pułk Piechoty
- Kowieński Pułk Strzelców – późniejszy 77 Pułk Piechoty
- Białostocki Pułk Strzelców – późniejszy 79 Pułk Piechoty
- Nowogródzki Pułk Strzelców – późniejszy 80 Pułk Piechoty
- Grodzieński Pułk Strzelców w Wołkowysku – późniejszy 81 Pułk Strzelców Grodzieńskich
- Wileński Pułk Strzelców – późniejszy 85 Pułk Strzelców Wileńskich
- Miński Pułk Strzelców – późniejszy 86 Pułk Piechoty

### Pułki piechoty Armii Polskiej we Francji

#### Formowane na terenie Francji
- 1 Pułk Strzelców Polskich – późniejszy 43 Pułk Strzelców Legionu Bajończyków
- 2 Pułk Strzelców Polskich – późniejszy 44 Pułk Strzelców Legii Amerykańskiej
- 3 Pułk Strzelców Polskich – późniejszy 45 Pułk Piechoty Strzelców Kresowych
- 4 Pułk Strzelców Polskich – sformowany we Włoszech w obozach jenieckich w Santa Maria i Casagiove pod Mediolanem w listopadzie 1918 jako 1 Pułk Strzelców Polskich im. J. H. Dąbrowskiego; na początku stycznia 1919 wyjechał do Francji i tam został przemianowany na 4 Pułk Strzelców Polskich; po powrocie do kraju pn. 46 Pułk Piechoty Strzelców Kresowych, a od 1921 5 Pułk Strzelców Podhalańskich
- 5 Pułk Strzelców Polskich – sformowany w grudniu 1918 w Santa Maria Capua Vetere jako I batalion 2 Pułku Strzelców Polskich im. T. Kościuszki; w styczniu 1919 przybył do kraju i stał się kadrą 5 Pułku Strzelców Polskich; został rozlokowany w Hrubieszowie; we wrześniu 1919 przemianowany na 47 Pułk Piechoty Strzelców Kresowych, a 10 października 1921 otrzymał ostateczną nazwę 6 Pułk Strzelców Podhalańskich
- 6 Pułk Strzelców Polskich – późniejszy 49 Huculski Pułk Strzelców
- 7 Pułk Strzelców Polskich – do marca 1920 jako 49 Pułk Strzelców Kresowych; później połączony z 65 Starogardzkim Pułkiem Piechoty
- 8 Pułk Strzelców Polskich – późniejszy 50 Pułk Piechoty Strzelców Kresowych
- 9 Pułk Strzelców Polskich – późniejszy 51 Pułk Piechoty Strzelców Kresowych
- 10 Pułk Strzelców Polskich – późniejszy 52 Pułk Piechoty Strzelców Kresowych
- 11 Pułk Strzelców Polskich – późniejszy 53 Pułk Piechoty Strzelców Kresowych
- 12 Pułk Strzelców Polskich – późniejszy 54 Pułk Piechoty Strzelców Kresowych
- 19 Pułk Strzelców Polskich – przemianowany na 143 Pułk Strzelców Kresowych
- 20 Pułk Strzelców Polskich – przemianowany na 144 Pułk Strzelców Kresowych
- 21 Pułk Strzelców Polskich – przemianowany na 145 Pułk Strzelców Kresowych
- 1 Pułk Instrukcyjny Grenadierów Woltyżerów – przemianowany na 13 Pułk Strzelców Polskich
- 2 Pułk Instrukcyjny Grenadierów Woltyżerów – przemianowany na 14 Pułk Strzelców Polskich
- 3 Pułk Instrukcyjny – przemianowany na 15 Pułk Strzelców Polskich

#### Formowane na terenie Rosji
- 13 Pułk Strzelców Polskich – późniejszy 28 Pułk Strzelców Kaniowskich
- 14 Pułk Strzelców Polskich – późniejszy 29 Pułk Strzelców Kaniowskich
- 15 Pułk Strzelców Polskich – późniejsze 31 Pułk Strzelców Kaniowskich oraz 49 Huculski Pułk Strzelców

#### Formowane na Syberii
- 1 Pułk Strzelców Polskich im. Tadeusza Kościuszki – odtworzony w kraju jako 1 Syberyjski Pułk Piechoty, późniejszy 82 Syberyjski Pułk Piechoty
- 2 Pułk Strzelców Polskich – odtworzony w kraju jako 2 Syberyjski Pułk Piechoty, późniejszy 83 Pułk Strzelców Poleskich
- 3 Pułk Strzelców Polskich im. Henryka Dąbrowskiego
- 4 Pułk Strzelców Polskich

### Powstańcze pułki śląskie
- 1 Pułk Strzelców Bytomskich – formowany w Częstochowie i Koniecpolu; późniejszy 75 Pułk Piechoty Wojska Polskiego II RP
- 2 Pułk Strzelców Bytomskich
- 1 Pułk Strzelców Katowickich
- 2 Pułk Strzelców Katowickich
- 3 Pułk Strzelców Katowickich
- 4 Pułk Strzelców Katowickich
- 5 Pułk Strzelców Katowickich
- 1 Pułk Strzelców Rybnickich → 5 Rybnicki Pułk Piechoty – dowódca Janusz Wężyk
- 2 Pułk Strzelców Żorskich → 13 Żorski Pułk Piechoty - dowódca Mikołaj Witczak
- 3 Pułk Strzelców Wodzisławskich → 14 Wodzisławski Pułk Piechoty - dowódca Józef Michalski
- 4 Pułk Strzelców Raciborskich → 15 Raciborski Pułk Piechoty - dowódca Alojzy Seget
- 1 Katowicki Pułk Piechoty im. Józefa Piłsudskiego
- 2 Zabrski Pułk Piechoty im. Tadeusza Kościuszki
- 4 (7) Gliwicki Pułk Piechoty im. Stefana Batorego
- 6 (12) Zabrski Pułk im. Stefana Czarnieckiego
- 7 Strzelecki Pułk Piechoty
- 8 Tarnogórski Pułk Piechoty
- 9 Lubliniecko-Opolski Pułk Piechoty

## Pułki piechoty w roku 1920

### Pułki Wojska Polskiego we Wschodniej Rosji
- 1 Pułk Strzelców Polskich im. Tadeusza Kościuszki – odtworzony w kraju jako 1 Syberyjski Pułk Piechoty, późniejszy 82 Syberyjski Pułk Piechoty
- 2 Pułk Strzelców Polskich – odtworzony w kraju jako 2 Syberyjski Pułk Piechoty, późniejszy 83 Pułk Strzelców Poleskich
- 3 Pułk Strzelców Polskich im. Henryka Dąbrowskiego

### Pułki piechoty litewsko białoruskiej
- 1 Pułk Strzelców Suwalskich – przemianowany na 41 Suwalski Pułk Piechoty
- Lidzki Pułk Strzelców – późniejszy 76 Lidzki Pułk Piechoty
- Kowieński Pułk Strzelców – późniejszy 77 Pułk Piechoty
- Słucki Pułk Strzelców w Baranowiczach – późniejszy 78 Pułk Piechoty
- Słucki Pułk Strzelców w Modlinie – późniejszy 78 Pułk Piechoty
- Białostocki Pułk Strzelców – późniejszy 79 Pułk Piechoty
- Nowogródzki Pułk Strzelców – późniejszy 80 Pułk Piechoty
- Grodzieński Pułk Strzelców – późniejszy 81 Pułk Strzelców Grodzieńskich
- Wileński Pułk Strzelców – późniejszy 85 Pułk Strzelców Wileńskich
- Miński Pułk Strzelców – późniejszy 86 Pułk Piechoty

### Rezerwowe pułki piechoty 1920
- 1 Rezerwowy Pułk Piechoty – ze składu VII Brygady Rezerwowej – przemianowany na 155 pp
- 2 Rezerwowy Pułk Piechoty – ze składu VII Brygady Rezerwowej – przemianowany na 159 pp
- 101 Pułk Piechoty – przemianowany na 3 Pułk Piechoty Syberyjskiej, późniejszy 84 Pułk Strzelców Poleskich
- 102 Pułk Piechoty – walczy m.in. w składzie grupy płk. Ścierzyńskiego; wycofany z frontu i wcielony do reorganizującego się 76 pp.
- 103 Pułk Piechoty – przemianowany na 1/109 pp
- 104 Pułk Piechoty – stanowił uzupełnienie 46 pp.
- 105 Pułk Piechoty – jego 1 batalion stanowił wcielono do 40 pp, 2 batalion do X Brygady Piechoty, 3 batalion do 50 pp.
- 106 Pułk Piechoty – walczy m.in. nad Słuczą i Ostrorogiem; wcielony do 101 pp.
- 109 Pułk Piechoty – jego bataliony walczyły samodzielnie; wcielone: 1bp do 29 pp, 2 bp do 202 pp, 3 bp do 167 pp.
- 111 Pułk Piechoty – w sile jednego batalionu walczył samodzielnie; wcielony do 81 pp.
- 128 Pułk Piechoty – – jego dwa bataliony walczyły samodzielnie; wcielone: 1bp do 31 pp, 2 bp (batalion alarmowy nr 128) do XXX BP.
- 131 Pułk Piechoty – walczył w sile jednego batalionu; wcielony do 15 i 35 pp.
- 132 Pułk Piechoty – walczy m.in. nad Styrem i pod Kowlem; wcielony jako uzupełnienie do oddziałów 7 DP.
- 134 Pułk Piechoty – sformowany w sile jednego batalionu; wcielony do 5 psp
- 138 Pułk Piechoty – sformowany w sile jednego batalionu;walczył początkowo samodzielnie; wcielony jako uzupełnienie do 53 pp
- 140 Pułk Piechoty – sformowany w sile jednego batalionu; wcielony częściowo jako uzupełnienie pododdziałów liniowych obrony Lwowa, częściowo do 6 batalionu wartowniczego.
- 142 Pułk Piechoty
- 143 Pułk Strzelców Kresowych – przemianowany na 4 psp
- 144 Pułk Strzelców Kresowych – przemianowany na 71 pp
- 145 Pułk Strzelców Kresowych – przemianowany na 72 pp
- 149 Pułk Strzelców Kresowych – przemianowany na 49 pp
- 150 Pułk Strzelców Kresowych – przemianowany na 42 pp
- 151 Pułk Strzelców Kresowych (pułk piechoty)- tę nazwę nosił przez krótki czas 2 pułk instrukcyjny Armii Hallera – przemianowany na 3 psp
- 155 Pułk Strzelców Wielkopolskich – przemianowany na 73 pp
- 157 Pułk Piechoty
- 159 Pułk Piechoty Wielkopolskiej – przemianowany na 74 pp
- 163 Pułk Piechoty – sformowany w sile jednego batalionu; wcielony jako uzupełnienie po jednej kompanii do 63., 64., 65. i 66 pułku piechoty.
- 164 Pułk Piechoty – sformowany w sile jednego batalionu; wcielony jako uzupełnienie do oddziałów 7 DP.
- 166 Pułk Piechoty
- 167 Bytomski Pułk Strzelców – przemianowany na 75 pp
- 168 Pułk Piechoty – I batalion wcielony do 61 pp i 62 pp

### Ochotnicze pułki piechoty
- 1 Pułk Ochotniczy Obrony Warszawy- po zwycięstwie warszawskim zdemobilizowany; młodsi wiekiem żołnierze wcieleni zostali do 202 pp.
- 1 Pułk Piechoty Małopolskich Oddziałów Armii Ochotniczej – przemianowany na 230 pp
- 4 Pułk Pomorski – przemianowany na 263 pp
- 201 Pułk Piechoty
- 202 Pułk Piechoty
- 203 Pułk Strzelecki
- 204 Pułk Piechoty – po zakończeniu walk w rejonie Łukowa uzupełnił stany osobowe 1, 2 i 3 pułków strzelców podhalańskich
- 205 Pułk Piechoty – walczył z bolszewikami pod Oranami; w październiku 1920 zdemobilizowany
- 206 Pułk Piechoty – po przybyciu na front wcielony jako uzupełnienie do 6 pp Leg
- 207 Pułk Piechoty (wołyński) – wcielony do 2 pp Leg
- 208 Pułk Piechoty im. Stefana Batorego – wcielony jako uzupełnienie: 1 bp do 24 pp, 2 bp do 4 pp Leg, 3 bp do 3, 4 i 124 pp
- 213 Pułk Piechoty – powstał z Korpusu Policji Państwowej; po zdemobilizowaniu żołnierze wrócili do pracy w PP
- 216 Pułk Piechoty – po przybyciu na front wcielony jako uzupełnienie do 16 pp
- 218 Pułk Piechoty
- 219 Pułk Piechoty
- 221 Pułk Piechoty
- 222 Pułk Piechoty - zorganizowany pod koniec lipca 1920 r. w Siedlcach przez baon zapasowy 22 pp pod dowództwem kpt. Wacława Kostka-Biernackiego. W sierpniu 1920 r. został ewakuowany z Siedlec i skierowany na Śląsk Cieszyński w celu demonstracji siły przeciwko Czechom. 222 pp został zlikwidowany 05.11.1920 r. i uzupełnił stany 22 pp.
- 223 Pułk Piechoty – I batalion wcielony do 59 pp i 60 pp, II batalion – do 56 pp i 57 pp
- 224 Pułk Piechoty
- 225 Pułk Piechoty
- 226 Pułk Piechoty – wcielony do 26 pp
- 233 Pułk Piechoty "Dzieci Łomży"  - 1 kompania, w trakcie obrony Łomży włączona do baonu zapasowego 33 pp, w Bitwie Warszawskiej i walkach pościgowych podporządkowana Lidzkiemu Pułkowi, a następnie, jako uzupełnie strat bojowych, zasiliła 33 pp walczący na Wołyniu
- 236 Pułk Piechoty – I batalion wcielony do 36 pp, II batalion wcielony do ?
- 238 Pułk Piechoty – wcielony do 38 pp
- 239 Pułk Piechoty – wcielony do 39 pp
- 240 Pułk Piechoty – wcielony do 40 pp
- 257 Pułk Piechoty – wcielony częściowo do oddziałów 15 DP i 159 pp
- 259 Pułk Piechoty – w trakcie organizacji wcielony do 359 pp
- 262 Pułk Piechoty – I batalion wcielony do 362 pp
- 263 Pułk Piechoty – walczył całością sił: rozwiązany uzupełnił stany 202 pp, oddziałów 18 DP, 65 pp
- 264 Pułk Piechoty – 1 bp zasilił oddziały 18 DP, 2 bp wszedł w skład 2 Pułku Syberyjskiego, 3 bp stanowił uzupełnienie Brygady Syberyjskiej.
- 265 Pułk Piechoty – 4-kompanijny ochotniczy batalion 265 pp mjr Zygmunta Krudowskiego w sile 423 żołnierzy - Kaszubów sformowano w Starogardzie i użyto w walkach o Mławę[2]

### Ochotniczo-rezerwowe pułki piechoty[m]
- 357 Pułk Piechoty
- 359 Pułk Piechoty
- 361 Pułk Piechoty
- 362 Pułk Piechoty
- 363 Pułk Piechoty

## Pułki piechoty w roku 1921

### Powstańcze pułki śląskie

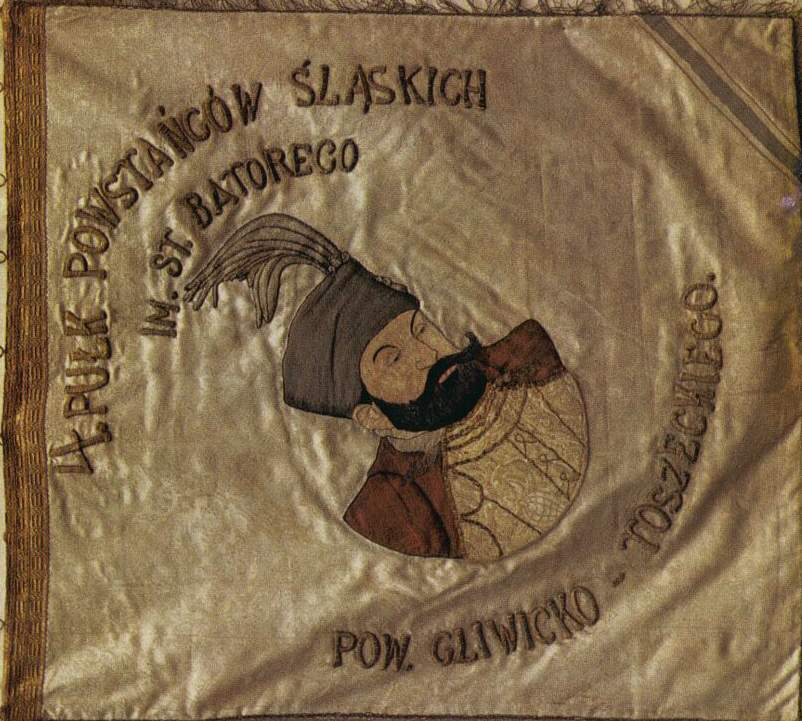
Sztandar 4 Pułku Powstańców Śląskich im. Stefana Batorego

Grupa "Wschód" (dowódca kpt. Karol Grzesik).
- 1 Katowicki Pułk Piechoty im. Józefa Piłsudskiego – d-ca Walenty Fojkis ps. "Stawski"
- 3 Katowicki Pułk Piechoty im. Jana Henryka Dąbrowskiego – (potocznie: 3 pułk Dąbrowskiego, pułk Niemczyka) powiat katowicki; sformowany jako Katowicki Pułk Powstańczy im. Jana Henryka Dąbrowskiego; początkowo jako batalion Rudolfa Niemczyka wchodził w skład grupy taktycznej Walentego Fojkisa, potem przekształcony w 3 Pułk Grupy "Wschód"; Pułk zdobył m.in. Lichynię w bitwie pod Górą Św. Anny
- 2 Zabrski Pułk Piechoty im. Tadeusza Kościuszki (inaczej: 2 pułk Kościuszki, 2 pułk zabrski, pułk Cymsa) – powiat zabrski; jego dowódcą był przybyły z Wielkopolski kpt. Paweł Cyms
- 6 (12) Zabrski Pułk im. Stefana Czarnieckiego – jego dowódcą był Franciszek Szyndzielorz
- 4 (7) Gliwicki Pułk Piechoty im. Stefana Batorego – d-ca por. Stanisław Mastalerz ps. "Karol Gorczek" i "Wiktor Gans"
- 10 (4) Królewskohucki Pułk Piechoty im. Czwartaków – jego dowódcą był ppor. Karol Gajdzik
- 11 Bytomski Pułk Piechoty im. Stanisława Żółkiewskiego – w Grupie "Wschód"; jego dowódcą był Czesław Paul a adiutantem dowódcy Tadeusz Michejda
- 12 Pszczyński Pułk Piechoty (potocznie: 8 pułk Rataja) – powiat pszczyński; dowódca kpt. Franciszek Rataj;

Grupa "Południe" (dowódca ppłk Bronisław Sikorski).
- 13 Żorski Pułk Piechoty – sformowany w 1920 spośród mieszkańców miasta Żory; w Grupie "Południe"; jego dowódcą był kpt. Antoni Haberka, a dowódcą I baonu – Teofil Biela
- 14 Wodzisławski Pułk Piechoty (potocznie: 14 pułk powstańców śląskich) – powiat wodzisławski; jego dowódcą był Józef Michalski, jego rozwiązanie w Pawłowicach było ostatnim akordem III powstania śląskiego; imię tego pułku nosi I Liceum Ogólnokształcące w Wodzisławiu Śląskim, w którym to znajduje się pamiątkowa tablica z napisem: "Dla upamiętnienia bohaterskich zmagań ludu śląskiego o wyzwolenie narodowe i społeczne w latach 1919-1921 i 1939-1945 nadano tutejszej szkole w dniu 1 maja 1960 r. imię 14 Pułku Powstańców Śląskich"
- 15 (4) Raciborski Pułk Piechoty (inaczej 4 pułk strzelców raciborskich) – w Grupie "Południe", dowódca Alojzy Seget
- 5 Rybnicki Pułk Piechoty (potocznie: 5 rybnicki pułk powstańców) – powiat rybnicki; w Grupie "Południe"; jego dowódcą był kpt. Janusz Wężyk

Grupa "Północ" -(dowódca kpt. Alojzy Nowak
- 7 Strzelecki Pułk Piechoty – pierwotnie jako Podgrupa "Bogdan" w Grupie "Północ"
- 8 Tarnogórski Pułk Piechoty – pierwotnie jako Podgrupa "Butrym" w Grupie "Północ"
- 9 Lubliniecko-Opolski Pułk Piechoty – pierwotnie jako Podgrupa "Linke" w Grupie "Północ"

## Pułki piechoty w latach 1921-1939

### Regularne pułki piechoty

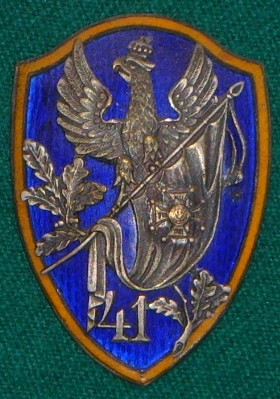
Odznaka 41 Suwalskiego Pułku Piechoty

- 1 Pułk Piechoty Legionów Józefa Piłsudskiego
- 2 Pułk Piechoty Legionów
- 3 Pułk Piechoty Legionów
- 4 Pułk Piechoty Legionów
- 5 Pułk Piechoty Legionów Józefa Piłsudskiego
- 6 Pułk Piechoty Legionów Józefa Piłsudskiego
- 7 Pułk Piechoty Legionów
- 8 Pułk Piechoty Legionów
- 9 Pułk Piechoty Legionów
- 10 Pułk Piechoty
- 11 Pułk Piechoty
- 12 Pułk Piechoty
- 13 Pułk Piechoty "Dzieci Krakowa"
- 14 Pułk Piechoty Ziemi Kujawskiej
- 15 Pułk Piechoty "Wilków"
- 16 Pułk Piechoty Ziemi Tarnowskiej
- 17 Pułk Piechoty
- 18 Pułk Piechoty
- 19 Pułk Piechoty Odsieczy Lwowa
- 20 Pułk Piechoty Ziemi Krakowskiej
- 21 Warszawski Pułk Piechoty "Dzieci Warszawy"
- 22 Siedlecki Pułk Piechoty
- 23 Pułk Piechoty im. płk. Lisa-Kuli
- 24 Pułk Piechoty
- 25 Pułk Piechoty
- 26 Pułk Piechoty
- 27 Pułk Piechoty
- 28 Pułk Strzelców Kaniowskich
- 29 Pułk Strzelców Kaniowskich
- 30 Pułk Strzelców Kaniowskich
- 31 Pułk Strzelców Kaniowskich
- 32 Pułk Piechoty
- 33 Pułk Piechoty
- 34 Pułk Piechoty
- 35 Pułk Piechoty
- 36 Pułk Piechoty Legii Akademickiej
- 37 Łęczycki Pułk Piechoty
- 38 Pułk Piechoty Strzelców Lwowskich
- 39 Pułk Piechoty Strzelców Lwowskich
- 40 Pułk Piechoty Dzieci Lwowskich
- 41 Suwalski Pułk Piechoty Marszałka Józefa Piłsudskiego
- 42 Pułk Piechoty im. gen. Jana Henryka Dąbrowskiego
- 43 Pułk Strzelców Legionu Bajończyków
- 44 Pułk Strzelców Legii Amerykańskiej
- 45 Pułk Piechoty Strzelców Kresowych
- 46 Pułk Piechoty Strzelców Kresowych
- 47 Pułk Piechoty Strzelców Kresowych
- 48 Pułk Piechoty Strzelców Kresowych
- 49 Huculski Pułk Strzelców
- 50 Pułk Piechoty Strzelców Kresowych im. Francesco Nullo
- 51 Pułk Piechoty Strzelców Kresowych
- 52 Pułk Piechoty Strzelców Kresowych
- 53 Pułk Piechoty Strzelców Kresowych
- 54 Pułk Piechoty Strzelców Kresowych
- 55 Poznański Pułk Piechoty
- 56 Pułk Piechoty Wielkopolskiej
- 57 Pułk Piechoty Wielkopolskiej im. Karola II Króla Rumunii
- 58 Pułk Piechoty
- 59 Pułk Piechoty Wielkopolskiej
- 60 Pułk Piechoty Wielkopolskiej
- 61 Pułk Piechoty
- 62 Pułk Piechoty
- 63 Toruński Pułk Piechoty
- 64 Pomorski Pułk Strzelców Murmańskich
- 65 Starogardzki Pułk Piechoty
- 66 Kaszubski Pułk Piechoty im. Marszałka Józefa Piłsudskiego
- 67 Pułk Piechoty
- 68 Pułk Piechoty
- 69 Pułk Piechoty
- 70 Pułk Piechoty
- 71 Pułk Piechoty
- 72 Pułk Piechoty im. płk. Dionizego Czachowskiego
- 73 Pułk Piechoty
- 74 Górnośląski Pułk Piechoty
- 75 Pułk Piechoty
- 76 Lidzki Pułk Piechoty im. Ludwika Narbutta
- 77 Pułk Piechoty
- 78 Pułk Piechoty
- 79 Pułk Piechoty Strzelców Słonimskich im. Hetmana Lwa Sapiehy
- 80 Pułk Piechoty
- 81 Pułk Strzelców Grodzieńskich im. Króla Stefana Batorego
- 82 Syberyjski Pułk Strzelców im. Tadeusza Kościuszki
- 83 Pułk Strzelców Poleskich im. Romualda Traugutta
- 84 Pułk Strzelców Poleskich
- 85 Pułk Strzelców Wileńskich
- 86 Pułk Piechoty
- 1 Pułk Strzelców Podhalańskich
- 2 Pułk Strzelców Podhalańskich
- 3 Pułk Strzelców Podhalańskich
- 4 Pułk Strzelców Podhalańskich
- 5 Pułk Strzelców Podhalańskich
- 6 Pułk Strzelców Podhalańskich

### Pułki piechotyKorpusu Ochrony Pogranicza

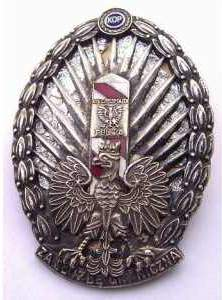
Odznaka wzorowana na przedwojennej Odznace KOP

- 1 Pułk Piechoty KOP
- 1 Pułk Piechoty KOP "Karpaty"
- 2 Pułk Piechoty KOP
- 2 Pułk Piechoty KOP "Karpaty"
- 3 Pułk Piechoty KOP
- Pułk KOP "Czortków"
- Pułk KOP "Głębokie"
- Pułk KOP "Sarny"
- Pułk KOP „Snów”
- Pułk KOP "Wilejka"
- Pułk KOP "Wilno"
- Pułk KOP "Wołożyn"
- Pułk KOP "Zdołbunów"

### Rezerwowe pułki piechoty 1939
- 93 Pułk Piechoty
- 94 Pułk Piechoty
- 95 Pułk Piechoty
- 96 Pułk Piechoty – sformowany na bazie Pułku KOP "Baranowicze"
- 97 Pułk Piechoty – sformowany na bazie Pułku KOP "Sarny"
- 98 Pułk Piechoty – formowany na bazie Pułku KOP "Równe
- 114 Pułk Piechoty
- 115 Pułk Piechoty
- 116 Pułk Piechoty
- 133 Pułk Piechoty – sformowany na bazie Pułku KOP "Wilno"
- 134 Pułk Piechoty
- 135 Pułk Piechoty – sformowany na bazie Centralnej Szkoły Podoficerów KOP
- 144 Pułk Piechoty
- 145 Pułk Piechoty
- 146 Pułk Piechoty
- 150 Pułk Piechoty
- 154 Pułk Piechoty
- 155 Pułk Piechoty
- 156 Pułk Piechoty
- 159 Pułk Piechoty
- 163 Pułk Piechoty
- 164 Pułk Piechoty
- 165 Pułk Piechoty
- 184 Pułk Piechoty
- 201 Pułk Piechoty
- 202 Pułk Piechoty
- 203 Pułk Piechoty
- 204 Pułk Piechoty
- 205 Pułk Piechoty
- 206 Pułk Piechoty
- 207 Pułk Piechoty
- 208 Pułk Piechoty – dowództwo pułku mob. w Bydgoszczy przez 62 pp dla pomorskich batalionów piechoty typu spec.
- 209 Pułk Piechoty – dowództwo pułku mob. w Chełmnie przez 66 pp dla pomorskich batalionów piechoty typu spec.
- 210 Pułk Piechoty – dowództwo pułku mob. we Włocławku przez 14 pp dla pomorskich batalionów piechoty typu spec. (w planie na 1940 r.)
- 216 Pułk Piechoty – dyspozycyjne dowództwo pułku mob. w Tarnopolu przez 54 pp

### Pułki piechoty improwizowane w trakcie kampanii wrześniowej 1939
- 1 Pułk Piechoty "Obrony Pragi"
- 1 Pułk Piechoty OW Grodno
- 2 Pułk Piechoty OW Grodno
- 3 Pułk Piechoty OW Grodno
- 178 Pułk Piechoty
- 179 Pułk Piechoty
- 180 Pułk Piechoty
- 182 Pułk Piechoty
- 183 Pułk Piechoty
- 184 Pułk Piechoty
- 336 Pułk Piechoty, zwany też 2 Pułkiem Piechoty "Obrony Pragi"
- 360 Pułk Piechoty